# 1604 au théâtre
| Années du théâtre : 1601 - 1602 - 1603 - 1604 - 1605 - 1606 - 1607    |
| Décennies du théâtre : 1570 - 1580 - 1590 - 1600 - 1610 - 1620 - 1630 |

## Événements
- Okuni, inventrice du kabuki, ouvre une salle de théâtre à Edo au Japon.
- Construction du Red Bull Theatre St John Street dans le quartier de Clerkenwell à Londres.
- Isabella Andreini, actrice-vedette de la troupe italienne de commedia dell'arte, meurt en couches à Paris ; son époux Francesco Andreini, directeur de la troupe, bouleversé, disperse la troupe et quitte la scène. Le personnage de commedia dell'arte Isabella est nommée en son honneur[1].

## Pièces de théâtre publiées

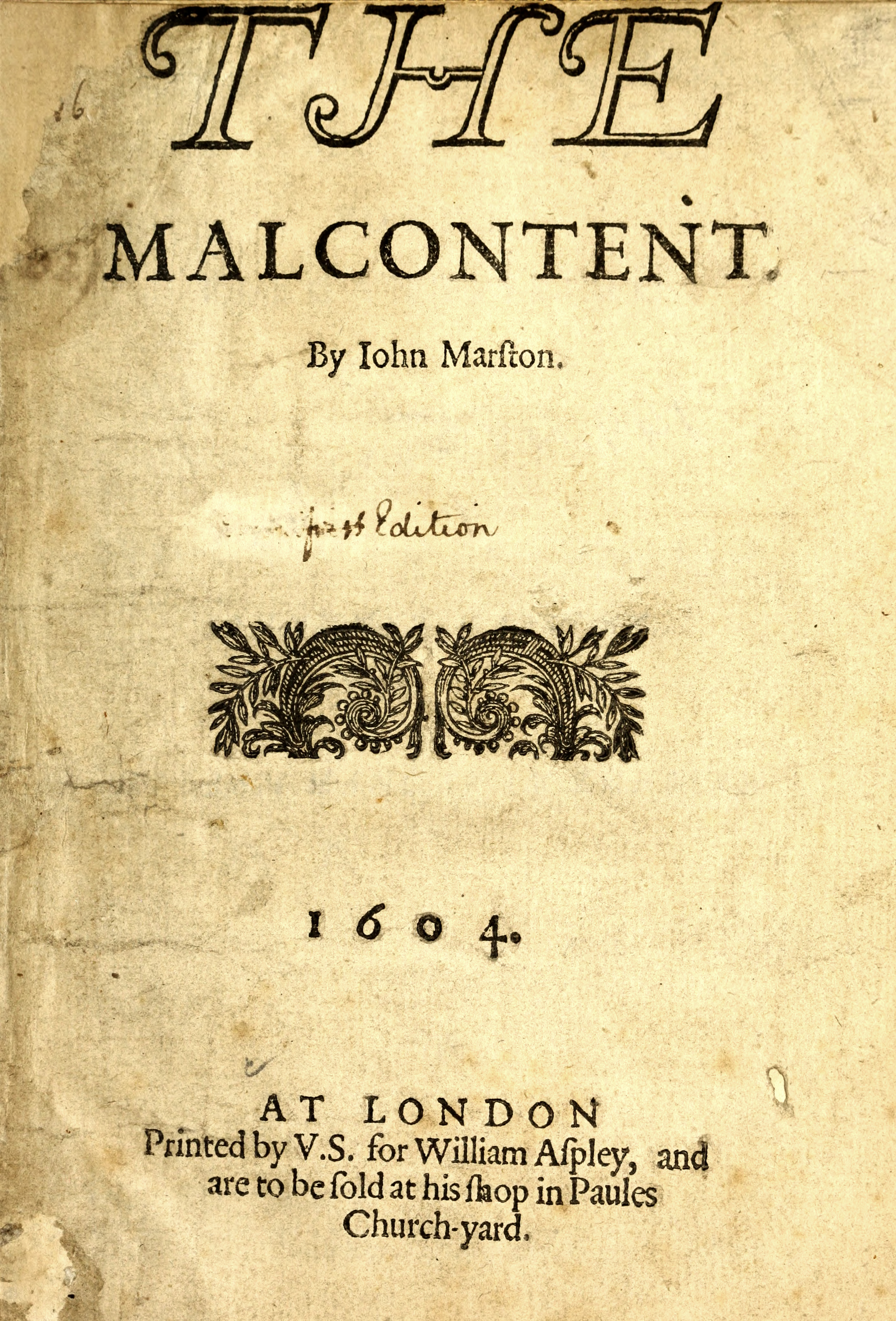
Page de titre de The Malcontent de John Marston.

- La Tragique Histoire du docteur Faust (en anglais : The Tragical History of Doctor Faustus), tragédie de Christopher Marlowe, Londres, Thomas Bushell.
- The Malcontent (en), comédie de John Marston, Londres, par Valentine Simmes pour William Aspley.

## Pièces de théâtre représentées
- 1er janvier : 
  - Le Songe d'une nuit d'été de William Shakespeare, Londres.
  - The Masque of Indian and China Knights, Londres, château de Hampton Court.
- 8 janvier : The Vision of the Twelve Goddesses,  masque de Samuel Daniel, Londres, château de Hampton Court.
- 1er novembre : Othello ou le Maure de Venise de William Shakespeare, Londres, Palais de Whitehall.
- 26 décembre : Mesure pour mesure, comédie de Shakespeare, Londres.
- Date précise non connue :
  - Parasitaster, or The Fawn, comédie de John Marston, Londres, Blackfriars Theatre.
  - Panthée, tragédie d'Alexandre Hardy, Paris.

## Naissances
- 10 mai : Jean Mairet, auteur dramatique et diplomate français, originaire du comté de Bourgogne, mort le 31 janvier 1686.
- 4 août : François Hédelin, connu en littérature sous le nom d'abbé d'Aubignac, dramaturge et théoricien français du théâtre, mort le 25 juillet 1676.

## Décès
- 11 juin : Isabella Andreini, poétesse et comédienne italienne de la commedia dell'arte, née en 1562.
- Date précise non connue :
  - Gabriel Bounin, poète et dramaturge français, né vers 1520.